# اوتایا: ۲۲ ژوئیه
اوتایا: ۲۲ ژوئیه (نروژی: Utøya 22. juli) فیلمی در ژانر درام به کارگردانی اریک پوپه است که در سال ۲۰۱۸ منتشر شد.